# Lukáš Melich
Lukáš Melich (* 16. září 1980 Jilemnice, Československo) je český atlet, reprezentant v hodu kladivem. Jeho největším úspěchem je bronz z mistrovství světa 2013 v Moskvě. Je držitelem žákovského a dorosteneckého národního rekordu. Jeho osobní rekord je 80,28 m.

## Kariéra
Těsně pod stupni vítězů, na 4. místě skončil v roce 2003 na světové letní univerziádě v jihokorejském Tegu. V roce 2008 reprezentoval na letních olympijských hrách v Pekingu, kde skončil v kvalifikaci. Sítem kvalifikace neprošel také na MS v atletice 2005 v Helsinkách, na evropském šampionátu 2006 v Göteborgu i na MS 2009 v Berlíně.
Kromě hodu kladivem se Lukáš Melich účastní též Skotských her pořádaných každoročně na zámku v Sychrově a několikrát se stal celkovým vítězem. V roce 2006 reprezentoval ČR na Skotských hrách v Cowalu a obsadil zde 3. místo.
Dne 12. 5. 2012 na Vrhačském mítinku v Lovosicích splnil kritéria pro start na LOH 2012 v Londýně hodem 79,44 metrů. Na Letních olympijských hrách 2012 v Londýně pak skončil na 6. místě výkonem 77,17 metrů. Původně pátý Rus Kirill Ikonnikov však byl pro doping dodatečně diskvalifikován a Melich se posunul na jeho místo.
Na Mistrovství ČR 16. 6. 2013 v Táboru obsadil výkonem 78,04 m 1. místo. Již dříve si ve Štetíně výkonem 80,28 m vytvořil osobní rekord. Tím se také kvalifikoval na mistrovství světa v atletice v Moskvě. 
Na mistrovství světa v atletice v Moskvě vybojoval dne 12. 8. 2013 výkonem 79,36 m bronzovou medaili. Překonali jej pouze vítězný Polák Fajdek s výkonem 81,91 m a stříbrný Maďar Pars s výkonem 80,30 m.